# Пианига
Пианѝга (на италиански: Dicomano) е град и община в Северна Италия, провинция Венеция, регион Венето. Разположен е на 8 m надморска височина. Населението на общината е 12 252 души (към 2014 г.).